# 90 nm

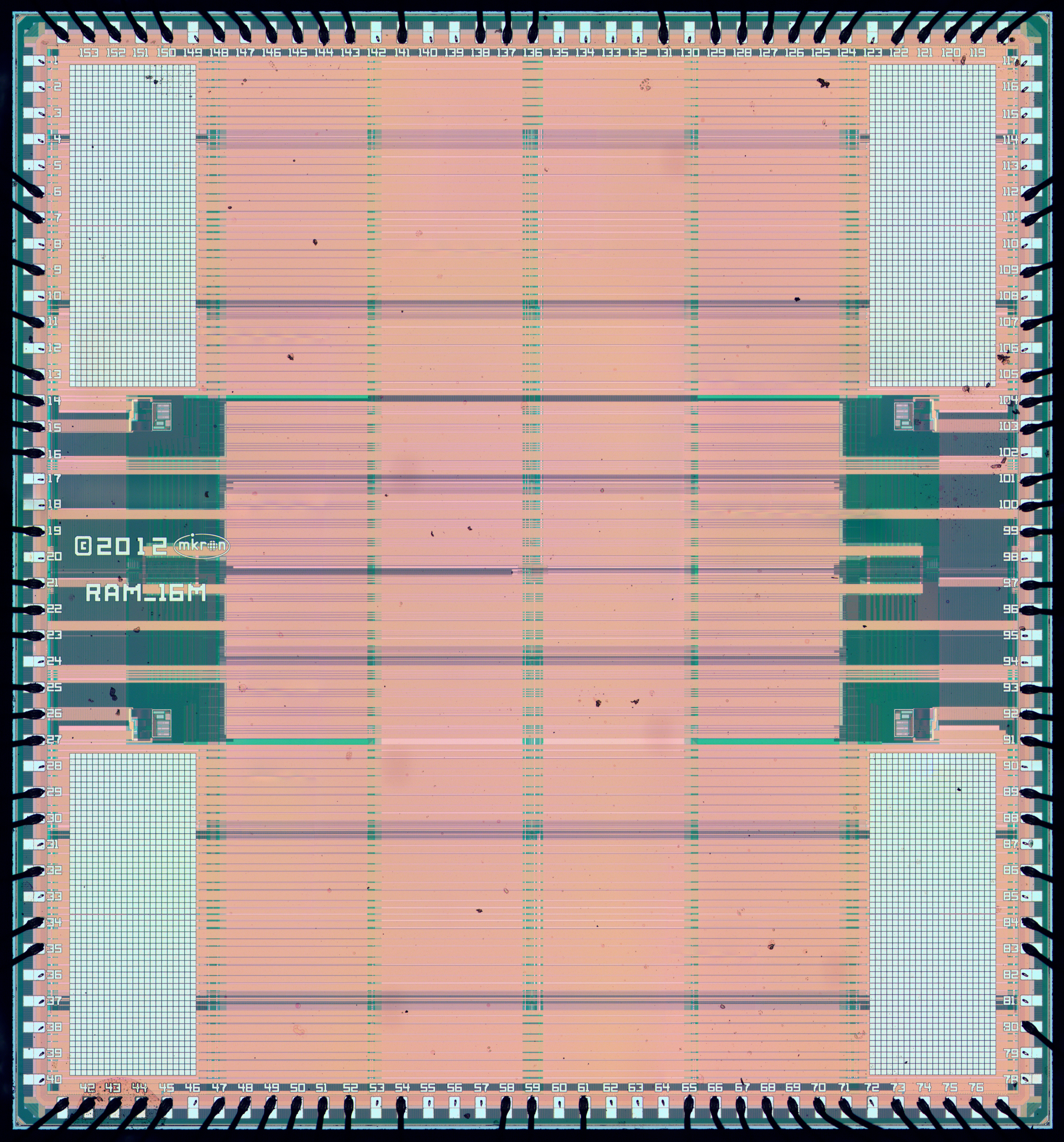
Mikron 1663RU1 gravé en technologie 90 nm

90 nm désigne la technologie de gravure de microprocesseurs qui a été atteinte dans les années 2004-2005 par les principaux fabricants, à savoir Intel, AMD, Infineon, Texas Instruments, IBM et TSMC.
Selon la feuille de route de l'ITRS le successeur du 90 nm est la technologie 65 nm.

## Microprocesseurs gravés en 90 nm
- Intel Pentium 4[1]
- AMD Athlon 64[2]
- premières générations de Xenon
- les CPU et GPU des premiers modèles de PlayStation 3[3]